# Intermodulacja

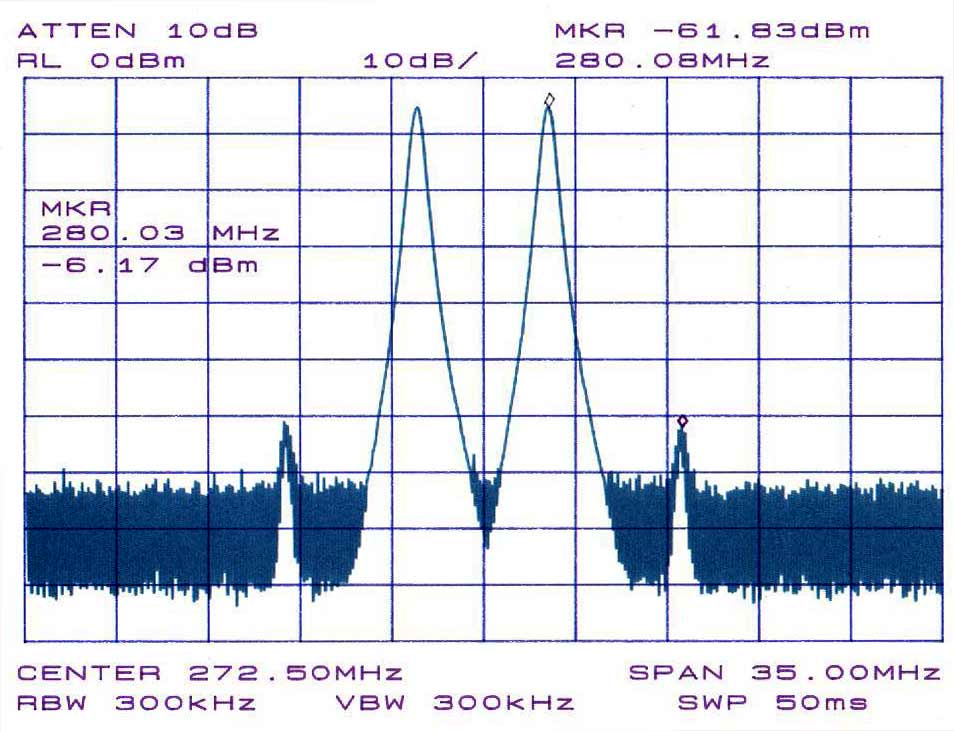
Widmo częstotliwościowe z widoczną intermodulacją dwóch sygnałów o częstotliwościach 270 i 275 MHz. Wynik intermodulacji widoczny dla częstotliwości 280 MHz i 265 MHz.

Intermodulacja – proces, który zachodzi w nieliniowym urządzeniu lub ośrodku transmisyjnym, w sytuacji, gdy składowe widma sygnału lub sygnałów wejściowych oddziaływają na siebie i powstają w rezultacie nowe składowe o częstotliwościach równych kombinacji częstotliwości wejściowych składowych widma ze współczynnikami całkowitymi.